# Cristina Bermudes

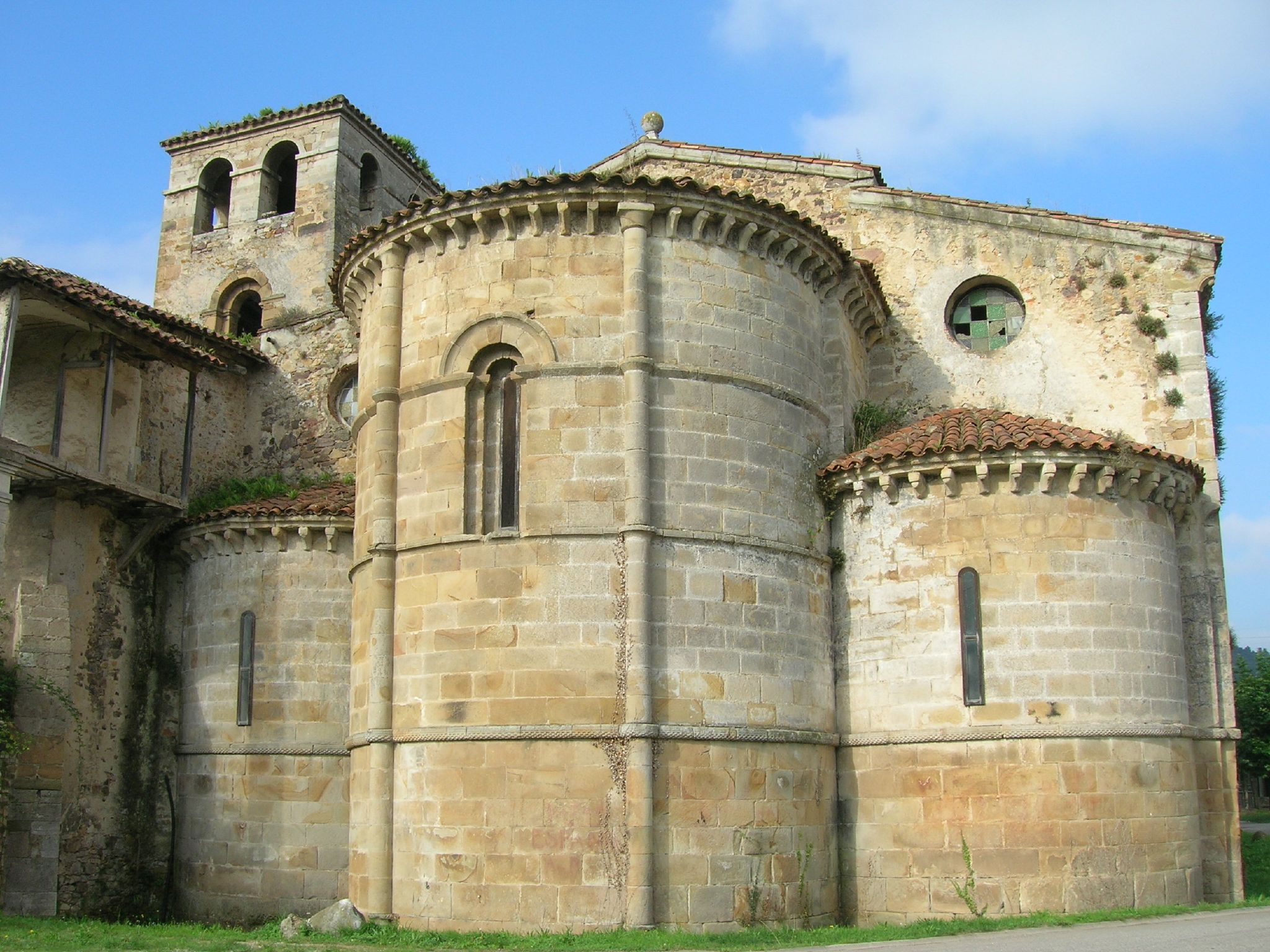
Mosteiro de San Salvador de Cornellana fundado pela infanta Cristina Bermudes

Cristina Bermudes (c. 982-Cornellana, Astúrias c. 1050) foi infanta de Leão, filha do rei Bermudo II e de sua primeira esposa, a rainha Velasquita Ramires. Seus avós paternos eram Ordonho III e Urraca Fernandes, filha de Fernão Gonçalves, conde de Castela. Seus avós maternos foram, provavelmente, o conde Ramiro Mendes e sua esposa Adosinda Guterres, membros da mais alta nobreza galaico-portuguesa.
Seu pai, o rei Bermudo, havia repudiado sua primeira esposa e se casou em novembro 991 com Elvira Garcia, filha do conde Garcia Fernandes. Os filhos deste último casamento foram o futuro rei Afonso V e as infantas Sancha e Teresa Bermudes. Cristina deixou a corte de Leão e foi para Oviedo com sua mãe.

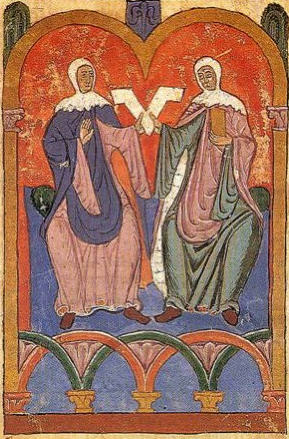
Teresa e Sancha Bermudes, meias-irmãs da infanta Cristina

## Casamento e prole
Cristina se casou logo após 1000 e antes de 1016 com Ordonho Ramirez o Cego,  filho do rei Ordonho III e Sancha Gómez. Desse casamento, provavelmente patrocinado pela rainha Velasquita e pela rainha viúva Teresa Ansúrez, ambas ja reclusas no Mosteiro de San Pelayo de Oviedo, descende uma das mais importantes linhagem das Asturias do século XI. Rodrigo Jiménez de Rada menciona em sua crônica do rei Bermudo II de Leão a descendência de os infantes Ordonho e Cristina: "... de Velasquita teve a Infanta Cristina, Cristina tinha do Ordonho o cego, filho do Rei Ramiro, a Afonso, Ordonho, a Condessa Pelaya e a Aldonça", informação que coincide com a documentação  de vários mosteiros asturianos, incluindo, Cornellana, Mosterio de São João Bautista de Corias e a Catedral de Oviedo onde seus filhos são nombrados como: Alfonso; Aldonça, Ordonho; e Pelaya Ordonhes, tambem chamada "Dona Palla".

## Últimos anos

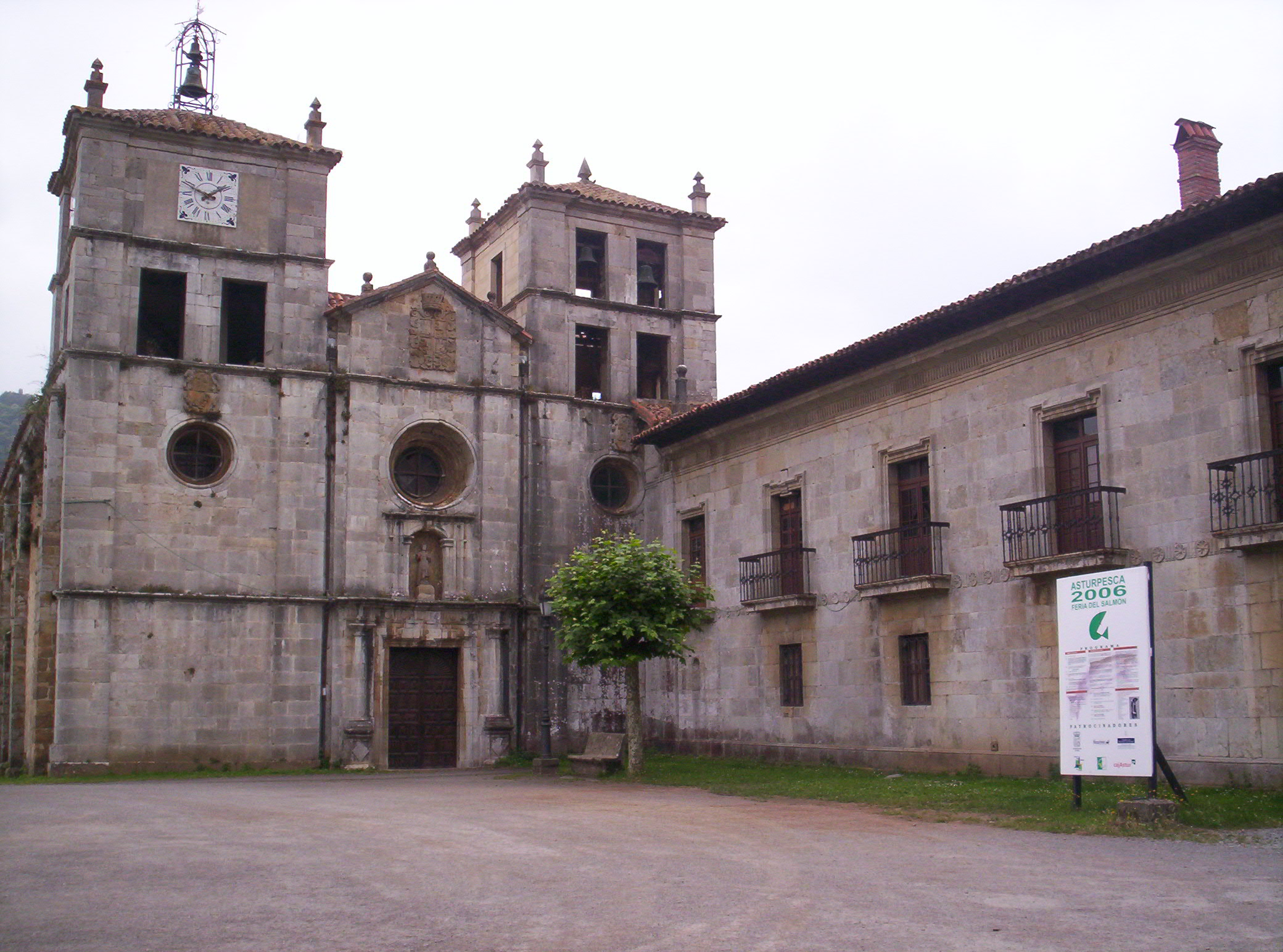
Mosteiro de San Salvador de Cornellana, mosteiro fundado pela Infanta Cristina

A Infanta Cristina ficou viúva em 1024, como declarou em uma doação feita ao mosteiro que fundou em Cornellana no mesmo ano. Morreu entre 1051 e 1067 e, provavelmente, foi sepultada neste mosteiro onde professou como religiosa.